# حالة مدنية
الحالة الزواجية أو الحالة المدنية (وأحيانا الحالة الاجتماعية) للشخص تشير إلى أي وصف من أوصاف علاقته بشريك ما. أعزب ومتزوج ومطلق ومترمل هي أمثلة للحالة الزواجية. وتظهر أسئلة حول الحالة الاجتماعية في العديد من استطلاعات الرأي والاستمارات بما في ذلك التعدادات السكانية. كما ظهر الأمر أيضًا منذ وقت طويل في طلبات التقدم للوظائف وطلبات بطاقة الائتمان والسياقات المماثلة، على الرغم من أن هذا الجانب لا يمثل أهمية كبيرة حيث أن الإجابة لن تكون ذات صلة عادة بجدارة الطلب وقد تُعتبر في الواقع تمييزًا غير قانوني في بعض البلدان.
وبأبسط المعاني، فإن الإجابات الممكنة الوحيدة هي «متزوج» أو "عازب". وبعض الأشخاص غير المتزوجين يعترضون على وصف أنفسهم بالمصطلح المبسط "عازب" وعادة ما يتم إعطاء خيارات أخرى مثل "مطلق" أو "أرمل" أو أرملة أو "التعايش أو "الاتحاد المدني" أو "الشراكة المنزلية" أو "الشركاء غير المتزوجين". وفي بعض الحالات، فإن معرفة أن الأشخاص مطلقون أو أرامل أو في علاقة تكون أكثر فائدة من مجرد معرفة أنهم غير متزوجين. من شأن فئة «متزوج» أيضًا أن تشمل حالة كون الشخص «منفصل». وفي الكثير من الحالات، الأشخاص الذين يكونون في علاقة معاشرة قد يصفون أنفسهم بأنهم متزوجون وبعض القوانين (مثل قوانين الضرائب) تتطلب منهم القيام بذلك.
في الكثير من الثقافات، قد يشير الشخص إلى حالته الاجتماعية بعدد من الوسائل: في الثقافة الغربية، عادة ما ترتدي المرأة المتزوجة خاتم زواج ولكن في ثقافات أخرى قد يتم استخدام علامات لحالة الاجتماعية. وعادة ما تُمنح المرأة المتزوجة اللقب الشرفي «السيدة»، ولكن بعض النساء المتزوجات يفضلن أن يُشار إليهن باسم الآنسة، وهو لقب يُستخدم أيضًا عندما لا تكون الحالة الاجتماعية للمرأة غير معروفة. يُشار إلى المرأة العزباء باسم «آنسة». ويُعطى الرجل اللقب التشريفي «السيد» بغض النظر عن حالته الاجتماعية.
في سياق اجتماعي قد يتم التعبير عن عدم توافر شخص ما لإقامة علاقة شخصية بالحالة الاجتماعية «متزوج»، باستثناء في حالة «منفصل»، ويمكن أيضًا التعبير عنه في أوصاف مثل «خاطب» والتي قد تكون ظاهرة أيضًا في حالة المرأة التي عادة ما ترتدي خاتم الخطوبة. وربما ترتدي بعض النساء خاتم زواج، حتى لو كانت غير متزوجة، لإظهار عدم رغبتها في طلبها.
الحالة العائلية هي الحالة الاجتماعية مع وجود عدد من الأطفال
كما تكشف الحالة الاجتماعية التي تُدرس بالاقتران مع عوامل أخرى فجوة الزواج.